# Morro de Arica
O Morro de Arica  é um morro costeiro, com cerca de 130 metros de altura, localizado ao sul do espaço urbano de Arica, na região de Arica e Parinacota, no norte do Chile. É a maior referência turística e simbólica da cidade. Foi declarado Monumento Nacional em 6 de outubro de 1971.
O morro oferece uma vista panorâmica da cidade de Arica e das praias do Oceano Pacífico. Seu cume é acessado de carro pela rua Sotomayor e a pé pelo caminho de pedestres que começa no final da rua Colón. No topo há uma pequena praça com diversos monumentos, um museu de guerra celebrando a batalha de 7 de junho de 1880, na Guerra do Pacífico, e uma varanda.

## Patrimônio da UNESCO
O Morro de Arica é reconhecido como Patrimônio Mundial da UNESCO. O setor da encosta norte do Morro de Arica é reconhecido como local de ocupação onde a cultura chinchorro, que dele fez uso há mais de 5.000 anos, logrando diferenciar áreas domésticas e extensos cemitérios. As propriedades Estanques de Agua Colón, localizadas no cruzamento das ruas Colón e Héroes del Morro; e as Reservas Arqueológicas nº 1 e nº 2, localizadas na Rua Íris Carrasco, fazem parte do imóvel indicado no arquivo “Assentamentos e Mumificação Artificial da Cultura Chinchorro”, para inclusão na lista de Patrimônios Mundiais perante a UNESCO.

## A Batalha de Arica

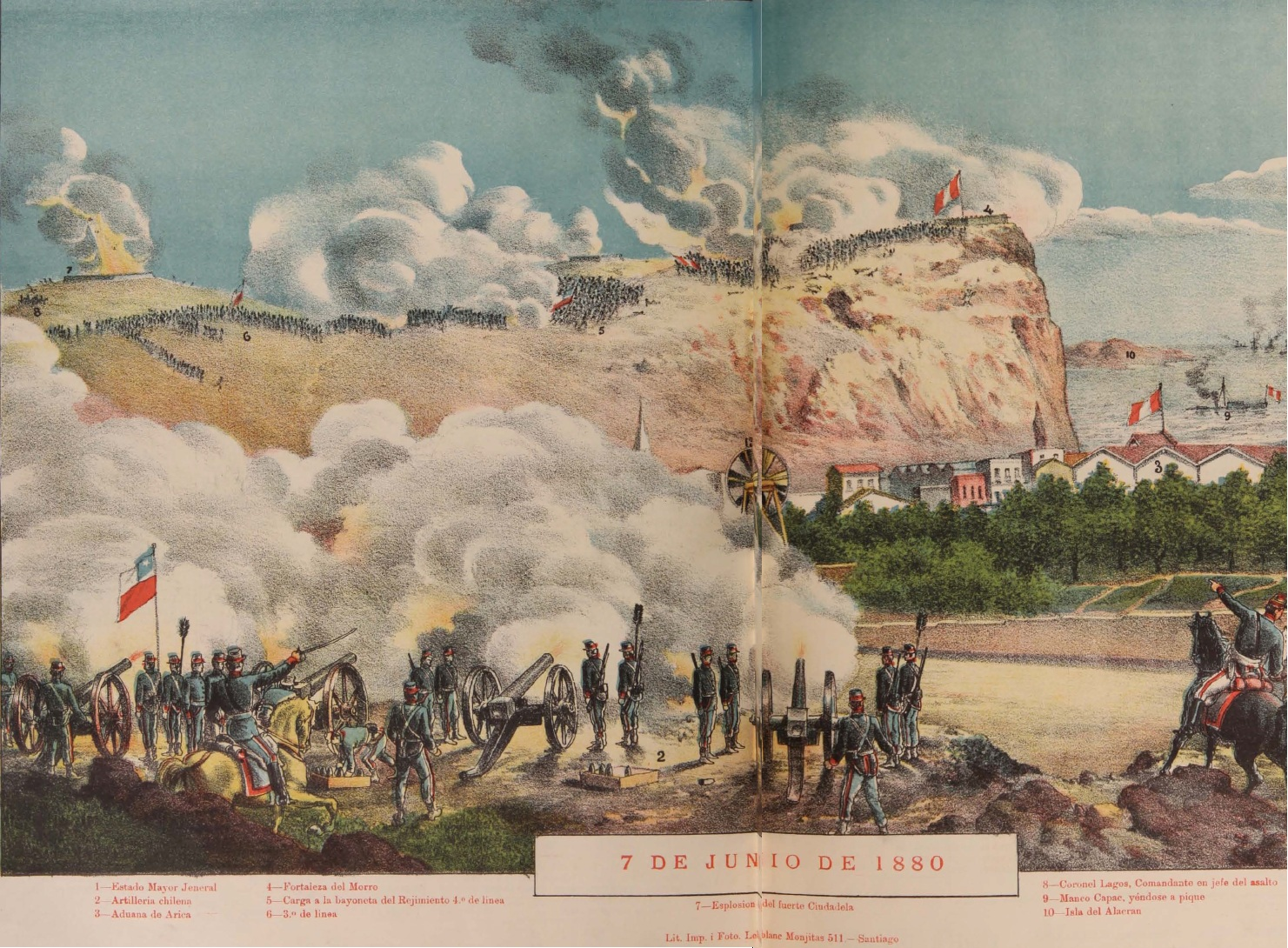
Representação da tomada do morro na Batalha de Arica em 1880.

Durante a Guerra do Pacífico, ocorrida entre 1879 e 1883, a conquista de Arica foi um desafio inevitável para as tropas chilenas, uma vez que a captura da cidade envolveu necessariamente a captura do Morro e do complexo defensivo que a rodeava. Por isso, esta ação é uma das mais lembradas da guerra, pela arrojo e coragem demonstradas tanto pelos soldados peruanos quanto pelos chilenos; o que fez do Morro um emblema deste conflito.
A operação foi um dos pontos mais complexos para as tropas chilenas, lideradas pelo Coronel Pedro Lagos e foi realizada em 7 de junho de 1880. O ataque e tomada do morro foi uma ação puramente de infantaria; não se impuseram as armas de fogo em si, mas sim a coragem pessoal e a resistência física dos soldados, que usavam principalmente baionetas, lutando corpo-a-corpo. O confronto deixou um saldo de 1.500 baixas fatais entre as tropas peruanas, o que equivale a 60% do contingente total postado no local. Um dos caídos foi o Coronel Francisco Bolognesi, Chefe da Plaça de Arica. Entre os chilenos, tombaram pouco mais de 10% dos mais de 4.300 soldados que participaram da ação. Após a captura do morro, o Tratado de Ancón assinado em 1884 deu plena soberania ao Chile sobre a região.

## Legado
O Morro é hoje o marco mais característico da cidade de Arica, sendo declarado Monumento Histórico em 1971. Atualmente, o Museu Histórico Morro de Arica, localizado no seu cume em 1974, conta a história deste combate e como esta cidade finalmente se tornou parte do território chileno. Além disso, no morro há também um Mirador da Virgen del Carmen construído em 1910, onde jazem os restos mortais dos soldados falecidos durante a Guerra, o Cristo da Paz, uma trincheira, um monumento ao Coronel Pedro Lagos e outro ao um soldado desconhecido. Aos pés do Morro é possível encontrar o Museu do Sítio Colón 10, onde se encontram as múmias da cultura chinchorro, conhecidas por serem as mais antigas do mundo.

## Estruturas e edifícios

### Museu Histórico e de Armas de Arica

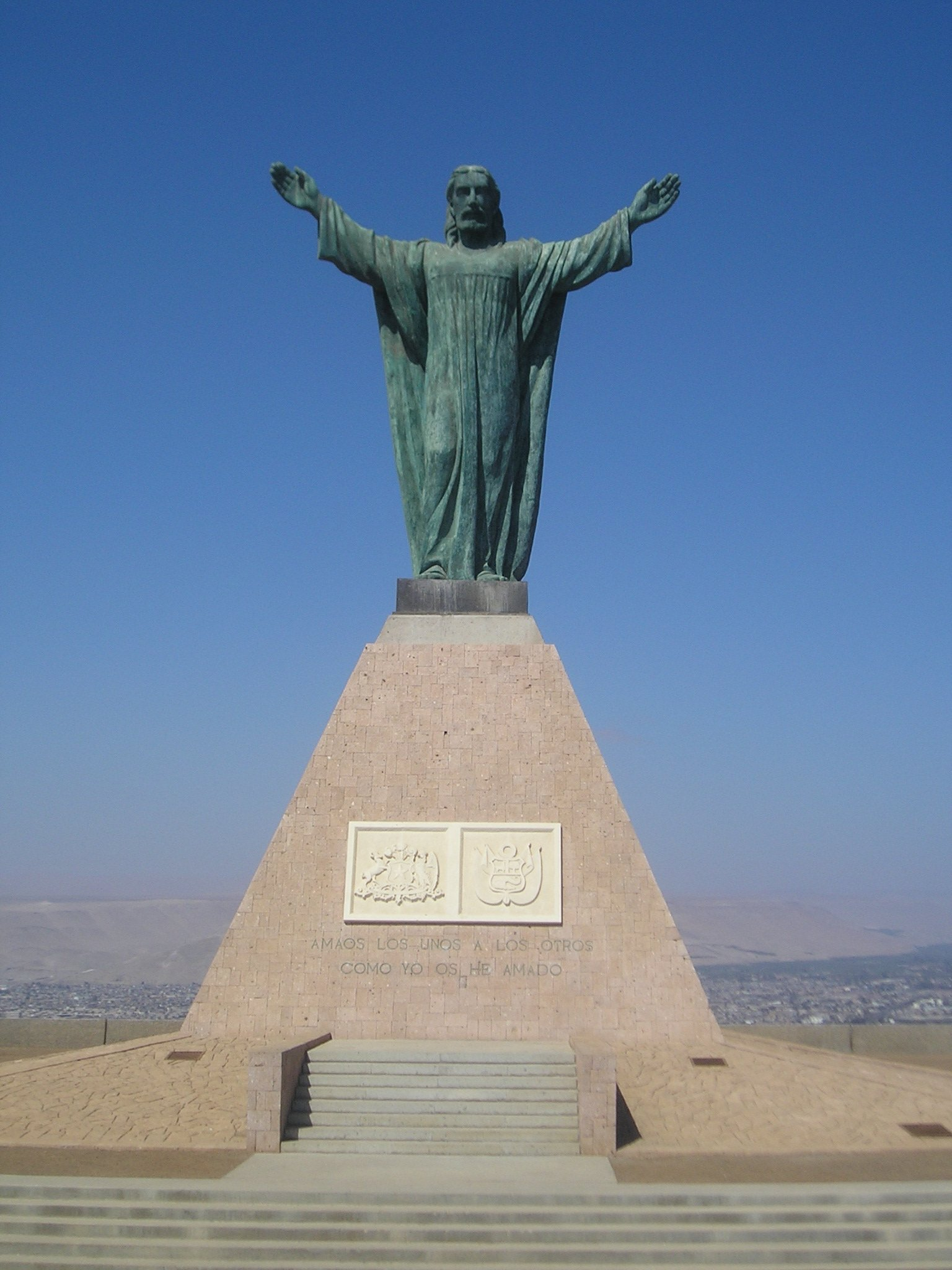
Cristo de la Concordia.

Na esplanada fica o Museu Histórico e de Armas de Arica (em castelhano:  Museo Histórico y de Armas de Arica), ao longo do qual existem três fortes. Ali ocorreu a Batalha de Arica em 7 de junho de 1880, no âmbito da Guerra do Pacífico, que selou a sua ocupação pelo Chile e a sua posterior anexação ao território chileno, oficializada através do Tratado de Lima em 1929.

### Cristo de la Concordia
Localizada no topo do morro, o Cristo de la Concordia é uma estátua monumental de Jesus Cristo com os braços levantados e as mãos abertas, cujo peso total é de 15 toneladas. Chegou em pedaços da Espanha em 1987, sendo montado no Chile; e permaneceu de bruços desde aquela data no Regimento de Engenharia nº 6 Fuerte Azapa, na cidade de Arica.
Seu desenhista foi Raúl Valdivieso, cujo desenho original era uma figura de bronze de 30cm. O tamanho atual foi esculpido por Zemlika Valdivieso. A estrutura onde está colocada tem formato piramidal de concreto armado com 1,6m de espessura. A estrutura é fixada a esta base por meio de 32 parafusos de aço e recebe impulso de vento equivalente a 100 toneladas, devido à altura do cume do morro de Arica. Foi inaugurado na terça-feira, 7 de março de 2000, data em que os Ministros das Relações Exteriores do Chile e do Peru, Juan Gabriel Valdés e Fernando de Trazegnies respectivamente, o inauguraram em cumprimento ao artigo décimo primeiro do Tratado de 1929.

## Galeria

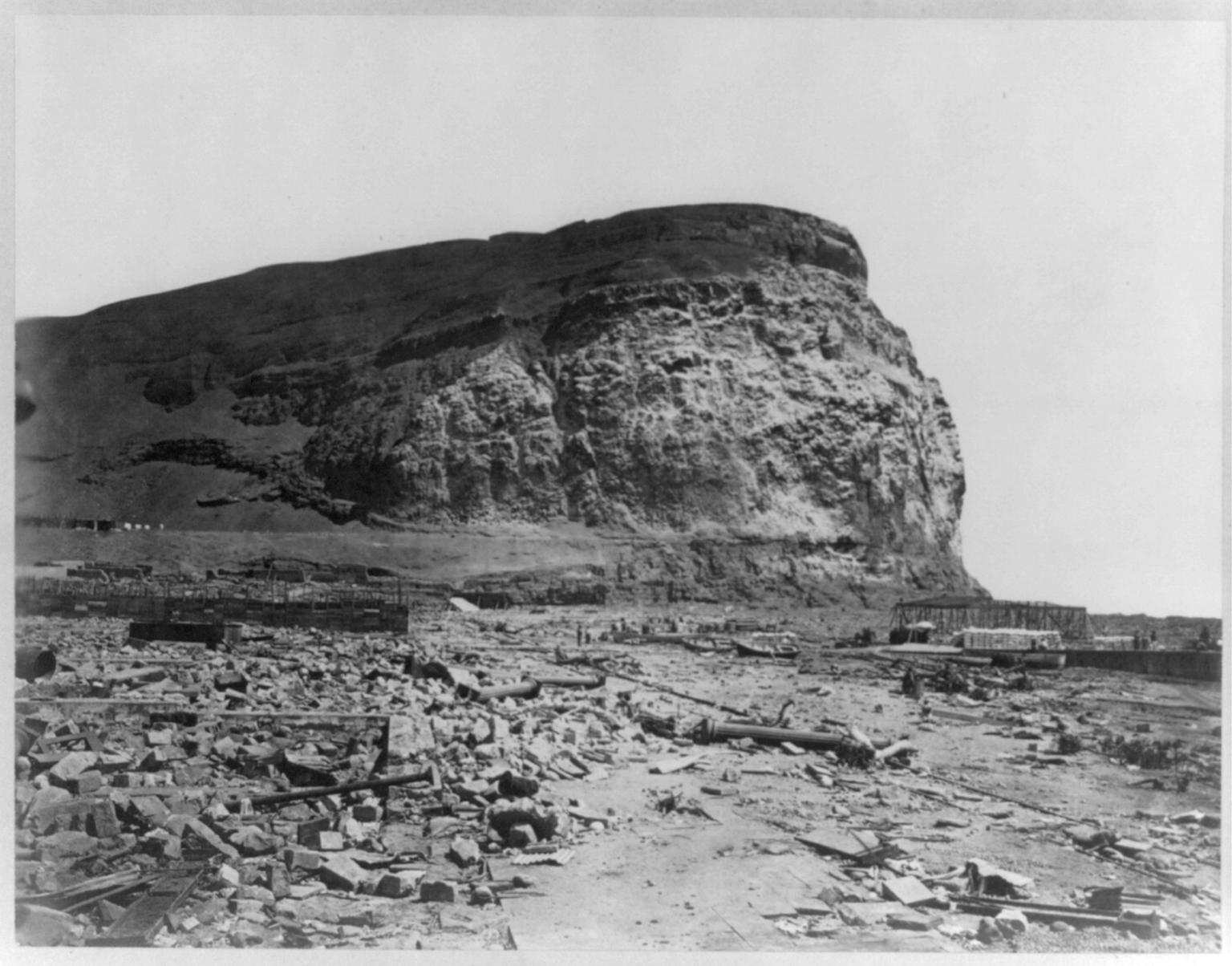
O morro após o terremoto de 1868.
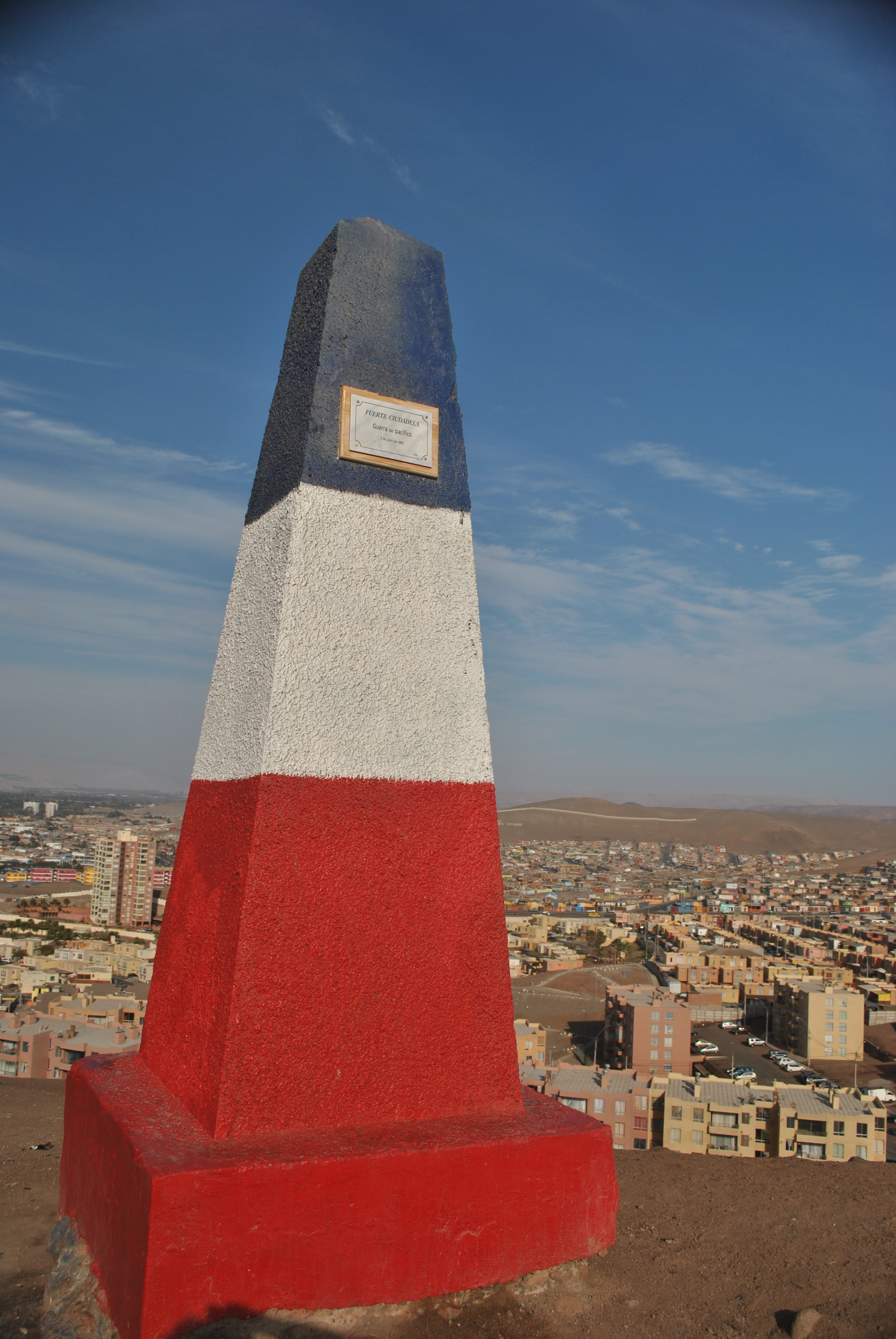
Monólito do Fuerte Ciudadela.
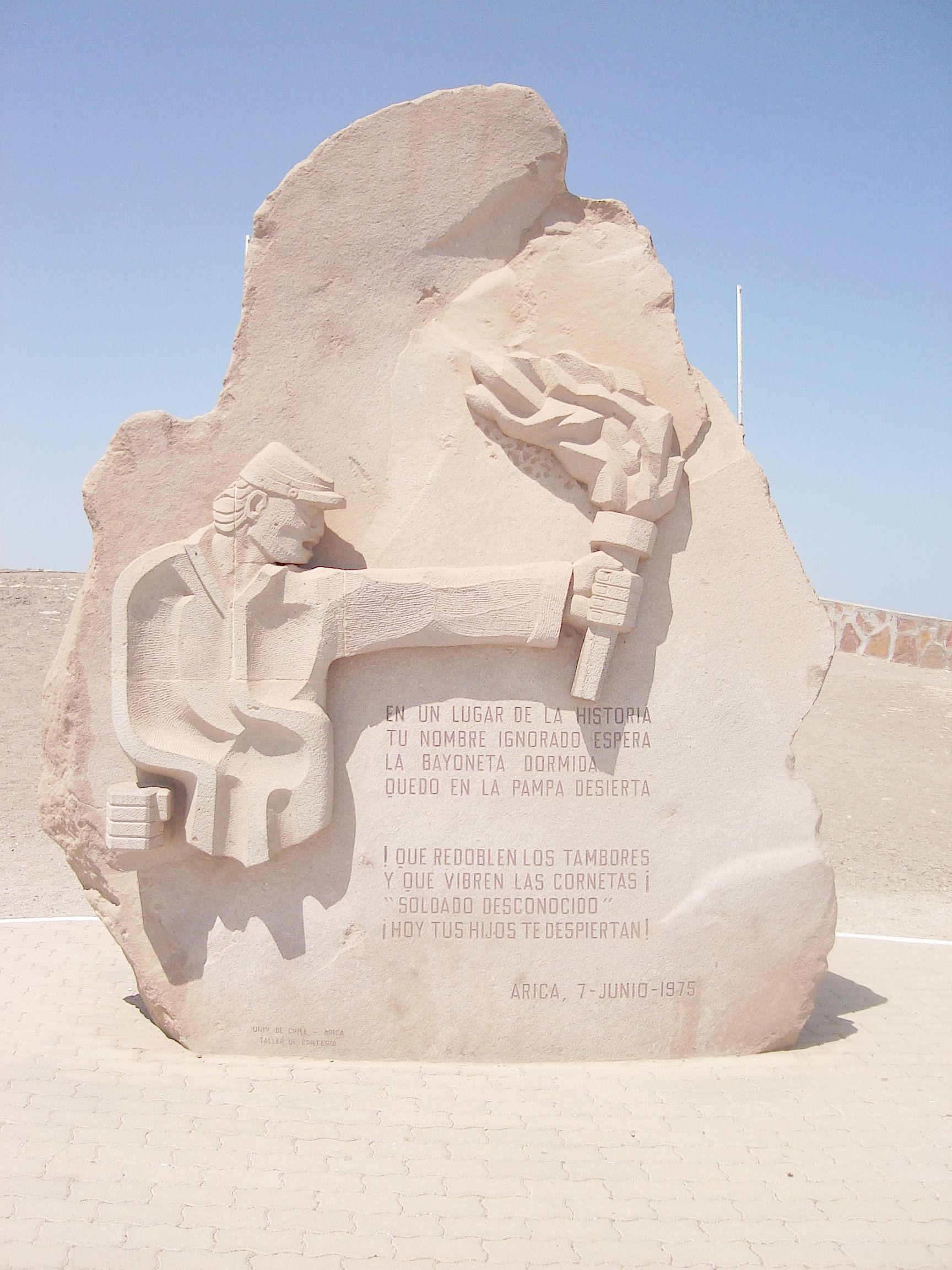
Monumento ao Soldado Desconhecido.
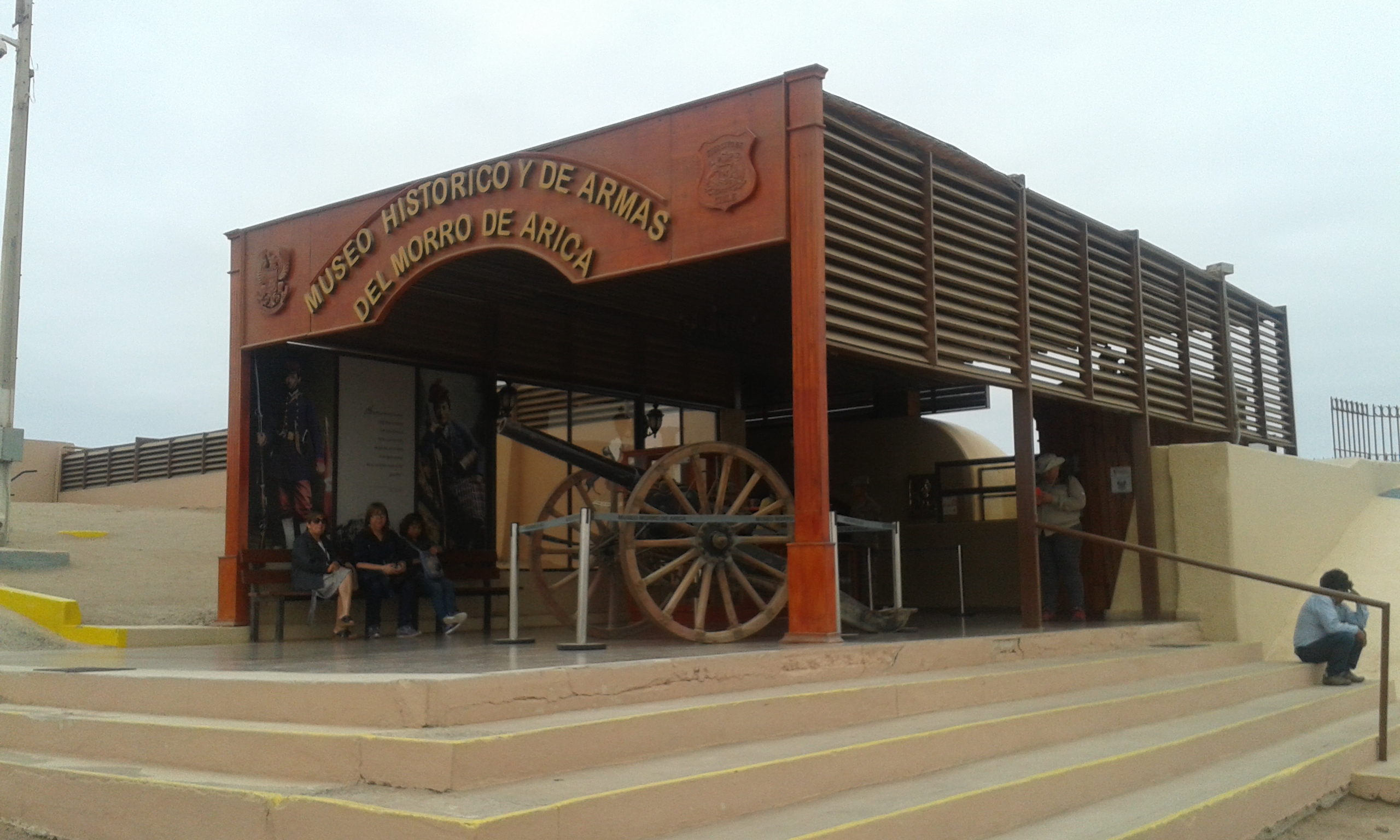
Museu Histórico e de Armas de Arica.